# Лі (округ, Південна Кароліна)
Шаблон:StateAbbr_ 34°10′ пн. ш. 80°15′ зх. д. / 34.16° пн. ш. 80.25° зх. д.
Округ Лі (англ. Lee County) — округ (графство) у штаті Південна Кароліна, США. Ідентифікатор округу 45061.

## Історія
Округ утворений 1902 року.

## Демографія
За даними перепису 
2000 року 
загальне населення округу становило 20119 осіб, зокрема міського населення було 3777, а сільського — 16342.
Серед мешканців округу чоловіків було 10128, а жінок — 9991. В окрузі було 6886 домогосподарств, 4916 родин, які мешкали в 7670 будинках.
Середній розмір родини становив 3,23.
Віковий розподіл населення поданий у таблиці:
| Стать    | До 15 років | 15-21 | 22-29 | 30-39 | 40-49 | 50-65 | 65-85 | Понад 85 |
| -------- | ----------- | ----- | ----- | ----- | ----- | ----- | ----- | -------- |
| Чоловіки | 2134        | 1158  | 1173  | 1576  | 1698  | 1414  | 892   | 83       |
| Жінки    | 2094        | 1010  | 961   | 1314  | 1554  | 1529  | 1325  | 204      |

## Суміжні округи
- Дарлінгтон — північний схід
- Флоренс — схід
- Самтер — південь
- Кершо — північний захід

## Виноски
1. ↑  U.S. Decennial Census. United States Census Bureau. Архів оригіналу за 4 квітня 2018. Процитовано 18 березня 2015.
2. ↑  Historical Census Browser. University of Virginia Library. Архів оригіналу за 11 серпня 2012. Процитовано 18 березня 2015.
3. ↑  Forstall, Richard L., ред. (27 березня 1995). Population of Counties by Decennial Census: 1900 to 1990. United States Census Bureau. Архів оригіналу за 2 лютого 2015. Процитовано 18 березня 2015.
4. ↑  Census 2000 PHC-T-4. Ranking Tables for Counties: 1990 and 2000 (PDF). United States Census Bureau. 2 квітня 2001. Архів оригіналу (PDF) за 18 грудня 2014. Процитовано 18 березня 2015.
5. ↑  State & County QuickFacts. United States Census Bureau. Архів оригіналу за 6 червня 2011. Процитовано 25 листопада 2013.(англ.) Наведено за англійською вікіпедією.
6. ↑  American FactFinder. Бюро перепису населення США. Архів оригіналу за 26 лютого 2012. Процитовано 31 січня 2008.

| США | Це незавершена стаття з географії США. Ви можете допомогти проєкту, виправивши або дописавши її. |